# Minica
For the minicar Mitsubishi Minica, go to this page.
Minica là một chi bướm đêm thuộc họ Noctuidae.